# Mariana Enríquez
Pour les articles homonymes, voir Enriquez.
Mariana Enríquez, née le 6 décembre 1973 à Buenos Aires (Argentine), est une journaliste, romancière et nouvelliste argentine. Elle fait partie du groupe d'écrivains connu sous le nom de « nouveau récit argentin ».

## Biographie
Mariana Enriquez est diplômée en journalisme et communication sociale de l'Université nationale de La Plata.
Elle travaille comme journaliste et est rédactrice en chef adjointe de la section arts et culture du journal Página/12 et elle propose des ateliers de littérature à la Fondation Tomás Eloy Martínez.
Elle publié les romans Bajar es lo peor (Espasa Calpe, 1995), Cómo desaparecer completamente (Emecé, 2004) et Nuestra parte de noche (es) (Anagrama, 2019). Elle écrit également les nouvelles Los peligros de fumar en la cama (Emecé, 2009), Las cosas que perdimos en el fuego (es) (Editorial Anagrama, 2016) et le roman court Chicos que vuelven (Eduvim, 2010). Ses histoires paraissent dans des anthologies d'Espagne, du Mexique, du Chili, de Bolivie et d'Allemagne.

## Œuvres

### Histoires courtes
- Les Dangers de fumer au lit, Sous-Sol, 2023 ((es) Los peligros de fumar en la cama, 2009), trad. Anne Plantagenet, 236 p.  (ISBN 978-2-36468-518-5)Le film La virgen de la tosquera (2025), réalisé par Laura Casabé, est basé sur les histoires El carrito et La virgen de la tosquera[4]
- Ce que nous avons perdu dans le feu (es), Sous-Sol, 2017 ((es) Las cosas que perdimos en el fuego[5], Editorial Anagrama, 2016), trad. Anne Plantagenet, 238 p.  (ISBN 978-2-36468-165-1)
- Un lieu ensoleillé pour personnes sombres, Sous-Sol, 2025 ((es) Un lugar soleado para gente sombría, Editorial Anagrama, 2024), trad. Anne Plantagenet, 336 p.  (ISBN 978-2-36468-959-6)À paraître le 2 octobre 2025

### Romans
- (es) Bajar es lo peor, Espasa-Calpe, 1995
- (es) Cómo desaparecer completamente, Emecé, 2004
- (es) Éste es el mar, Random House, 2017
- (es) Ese verano a oscuras, Páginas de espuma, 2019 (roman court)
- Notre part de nuit (es), Sous-Sol, 2021 ((es) Nuestra parte de noche, Editorial Anagrama, 2019), trad. Anne Plantagenet, 759 p.  (ISBN 978-2-36468-466-9)

### Non-fiction
- (es) Alguien camina sobre tu tumba: Mis viajes a cementerios, Galerna, 2014
- La Petite Sœur : Un portrait de Silvina Ocampo, Sous-Sol, 2024 ((es) La hermana menor: Un retrato de Silvina Ocampo, Anagrama, 2018), trad. Anne Plantagenet, 304 p.  (ISBN 978-2-36468-707-3)

## Récompenses et distinctions
- En 2019, Mariana Enriquez a remporté le prix Herralde pour son livre Notre part de nuit (es)[6].
- En 2022, Mariana Enriquez a remporté le prix Planète SF des blogueurs pour son roman Notre part de nuit (es)[7].
- En 2022, Mariana Enriquez a remporté le prix des libraires du Québec dans la catégorie « Hors Québec », pour son roman Notre part de nuit (es)[8].
- En 2022, Mariana Enriquez a remporté le prix de l'Imaginaire dans la catégorie « roman étranger », pour son roman Notre part de nuit.
- En 2022, Mariana Enriquez a remporté le prix Imaginales dans la catégorie « roman étranger traduit », pour son roman Notre part de nuit.
- En 2022, Mariana Enriquez a remporté le prix Payot dans la catégorie « Littérature traduite », pour son roman Notre part de nuit.
- Notre part de nuit figure parmi les meilleurs livres de l’année (2023) pour les magazines Point et Lire.